# Lars "Fille" Hansson
Lars Eric "Fille" Hansson, född 25 november 1943 i Sankt Görans församling, Stockholm, död 18 juli 2023 i Täby distrikt i Stockholms län, var en svensk art director.

## Biografi
Hansson utexaminerades från Anders Beckmans skola i Stockholm 1965, varefter han anställdes på reklambyrån Arbmans. Under tiden på Arbmans arbetade han bland annat med Vingresor.
År 1971 bildade Hansson tillsammans med Lars Falk, Ove Pihl, Ulf Rådegård och Magnus Åkerlind reklambyrån Falk & Partners, senare Falk & Pihl. 
På byrån Hall & Cederquist var Hansson i över tio års tid kreativt ansvarig för att fortsätta arbetet med Gevalias reklamkampanjer utifrån konceptet "När du får oväntat besök". Konceptet hade tidigare förekommit i utomhusreklam och printannonser men utökades nu till TV-reklam och även arrangemang med spektakulära installationer med bland annat flygplan på Stureplan, tunnelbanevagn på Norrmalmstorg (båda Stockholm), ubåt på Lilla torg i Malmö och berg- och dalbana på Avenyn i Göteborg. Kampanjerna för Gevalia belönades internationellt såväl som nationellt.
Efter tiden på Hall & Cederquist arbetade Hansson på byrån Leo Burnett.
År 2002 belönades Hansson med 2001 års Platinaägg för sitt arbete med Gevalias kampanjer. Han är gravsatt i minneslunden på Täby södra begravningsplats.